# تخارج (فقه)
التخارج هو أن يتصالح الورثة على إخراج بعضهم عن نصيبه في الميراث نظير شيء معين من التركة أو من غيرها.
وقد يكون التخارج بين اثنين من الورثة على أن يحل أحدهم محل الآخر في نصيبيه في مقابل مبلغ من المال يقدمه له.
المبادئ:
1 - إخراج بعض الورثة عن أخذ نصيبه من التركة على أن يأخذ بدله نقدا أو عينا من التركة أو من مال الورثة الخاص جائز شرعا.
2 - لا يشترط في التخارج أن تكون أعيان التركة معلومة لأنه لا يحتاج فيها إلى التسليم.
3 - إذا تم التخارج مستوفيا شروطه ترتب عليه أثره من تملك الوارث الخارج الشئ المعلوم وزوال ملكيته عن نصيبه الشرعى من التركة.

## شروط التخارج
ويجب أن يكون العقد بين الورثة فقط، وأن يكون التخارج بعد وفاة المورث لأن التصرف في تركة إنسان على قيد الحياة باطل، وأن يكون التخارج بعوض معلوم فإذا كان التخارج بدون عوض فهو هبة وتنازل وأن لا تكون التركة مستغرقة بالديون، فالقاعدة الشرعية (لا تركة إلا بعد سداد الديون)